# Йола (Нігерія)

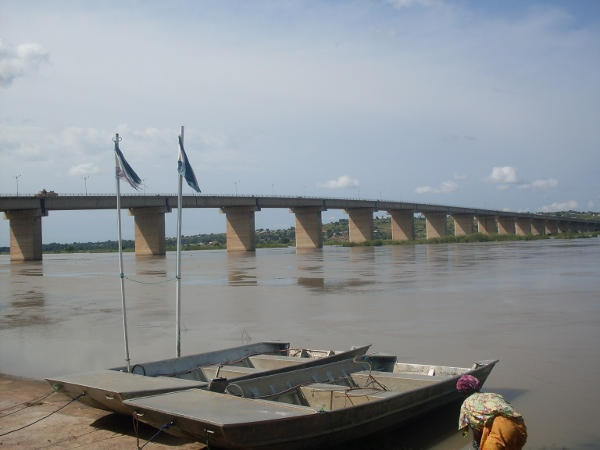
Міст через р. Бенуе у м Йола

Йола (англ. Yola, фульф. Ƴola, 𞤎𞤮𞤤𞤢) — місто на сході Нігерії, столиця штату Адамава.
Населення — 88 500 осіб (2004).
Розташоване біля річки Бенуе і приблизно за 800 км вище її впадання в р. Нігер.
До 1955 року місто складалося з двох районів: старої Йола, де знаходиться резиденція еміра й нової частини Йола-Джимета (нині виділена в окреме місто).
Великий вплив на виникнення і розвиток Йола-Джимета надали європейці, якими тут в 1980 році було споруджено міст на р. Бенуе, побудовані нові дороги, котеджі тощо.
Велика частина торгівлі в Йола тепер перемістилася в місто Джимета.
У другій половині сезону дощів — з липня по жовтень річка Бенуе доступна для судоплаванье.
У районі Йола проводиться збір арахісу, бавовни, шкур тварин, які вирушають для збуту в дельту річки Нігер в порти Буруту і Варрі.
Розвинена торгівля сорго, просом, горіхами, солодкою картоплею, рисом, цукровою тростиною, арахісом, цибулею, перцем, індиго, рибою, великою рогатою худобою, козами, птицею, вівцями і бавовною.

## Історія

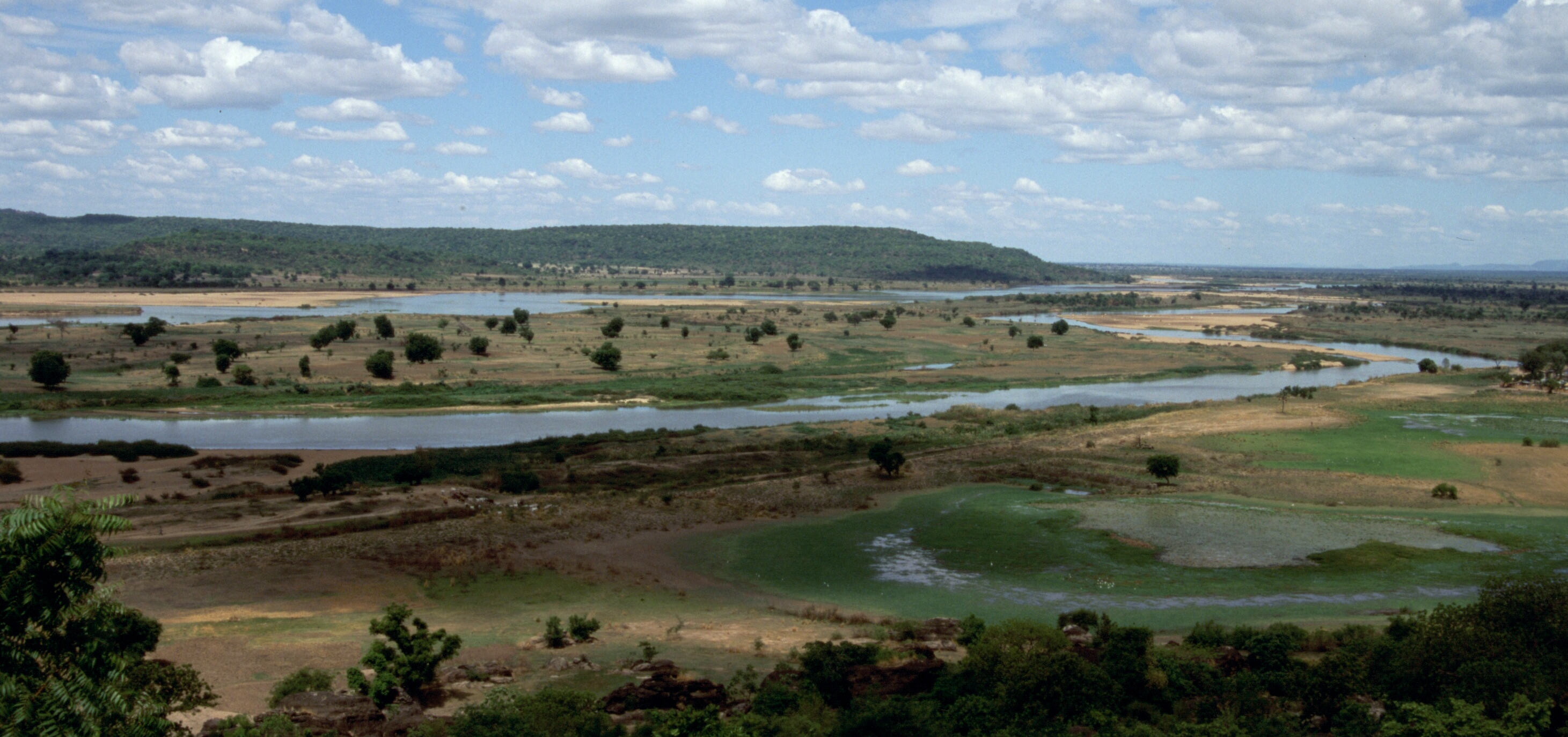
Вид з міста на р. Бенуе

Назва міста походить від слова yolde, що мовою фула означає  поселення на узвишші . Йола була заснована в 1841 році і розвивалася, як адміністративно-політичний центр емірату Адамава, коли засновник емірату Фула — Моддіба Адама (англ. Modibbo Adama), заклав поселення Йола для джихада Фульбе проти мешкаючих тут корінних народів Бата (Batta) і Вірі (Verre).
У 1891 році лейтенант Луї Мізон, переконав еміра визнати французькі територіальні претензії. До 1893 року англійці поширили свій контроль над цією частиною емірату, і незабаром після цього «Royal Niger Company» створила торгове представництво в місті. 1901 року емір  Lauwal Zubeiru  змусив компанію покинути Йолу, але після втручання британських експедиційних частин — положення британців і «Royal Niger Company» було відновлено.
У 1914 році німецькі колонізатори вторглися в Йолу з Камеруна, але англійці місто втримали.
У місті розташовані Федеральний технологічний університет (заснований в 1981 р), центральна мечеть та Римо-католицький костел.
Побудований аеропорт.